# Megámetro

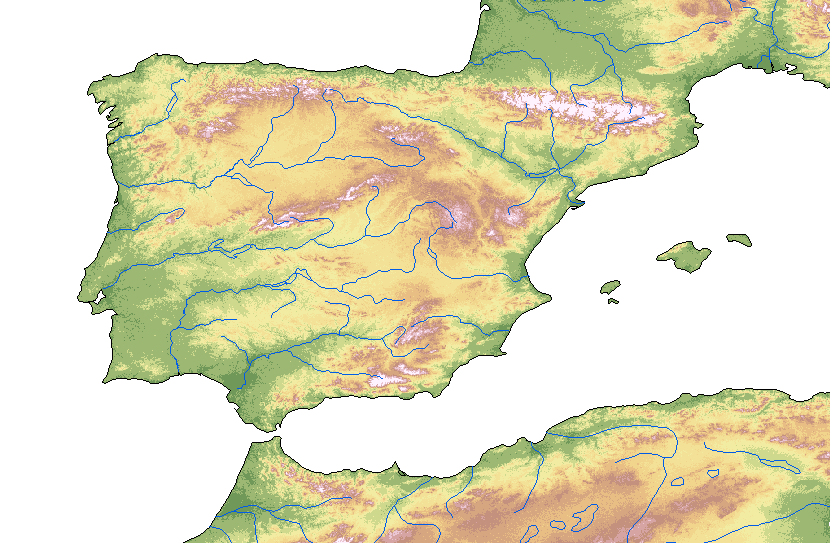
Un megámetro [2] es muy similar al área de España

El megámetro es la unidad de longitud que equivale a un millón de metros. En España, la distancia entre Huelva y Gerona es aproximadamente un megámetro, lo mismo entre Ciudad de México y Mérida. El radio ecuatorial de la Tierra es de 6.4 Mm y sus equivalencias son: 
1 Mm = 1 000 000 m = 106 m
1 Mm = 1 000 km = 103 km